# Scrubs: A XXX Parody
Scrubs: A XXX Parody (auch unter Scrubs XXX bekannt) ist eine US-amerikanische Porno-Parodie aus dem Jahr 2009 über die Fernsehserie Scrubs – Die Anfänger.

## Handlung
DJ erinnert sich, wie viel wilder er früher auf dem College war. Heutzutage bekommt sogar der Hausmeister mehr Action hin als er. Also beschließt er, das gesamte Personal dazu zu bringen, mehr Sex zu haben.

## Produktion und Veröffentlichung
Der Film wurde von New Sensations Video produziert und vermarktet. Das Drehbuch schrieb Lee Roy Myers, ebenso führte er Regie. Erstmals wurde der Film am 29. Mai 2009 auf DVD veröffentlicht. Die zweite DVD erhält  Zusatzmaterial wie Behind the Scences, Outtakes und eine extra Szene mit Brooke und Tommy Gunn.

## Auszeichnungen
| Preis      | Kategorie                  | Für                                    | Resultat  |
| ---------- | -------------------------- | -------------------------------------- | --------- |
| AVN Award  | Best Anal Sex Scene        | Joanna Angel, James Deen, Alexis Texas | Nominiert |
| AVN Award  | Best Actor                 | James Deen                             | Nominiert |
| AVN Award  | Best Makeup                | Maria                                  | Nominiert |
| AVN Award  | Best Parody                |                                        | Nominiert |
| AVN Award  | Best Special Effects       |                                        | Nominiert |
| AVN Award  | Best Supporting Actor      | Shane Diesel                           | Nominiert |
| XRCO Award | Single Performance - Actor | James Deen                             | Nominiert |